# Charles Chonet de Bollemont
Charles Chonet de Bollemont, né le 30 août 1749 à Arrancy-sur-Crusne (Meuse), mort le 17 décembre 1815 dans la même ville, est un général français de la Révolution et de l’Empire. 
Attention de  ne pas confondre avec son frère François Charles Robert, capitaine d'infanterie légère né le 31 août 1744.

## Biographie
Il commence sa carrière comme aspirant au corps de l'artillerie le 12 février 1764, élève surnuméraire le 16 juillet 1766, élève titulaire le 31 janvier 1767, il devient lieutenant le 28 mai 1767, au régiment d'artillerie de Metz. Il reçoit son brevet de capitaine le 3 juin 1779, et celui de capitaine en premier au 4e régiment d'artillerie en 1791. 
Chef de bataillon au 4e d'artillerie à pied à l'armée des Alpes le 1er novembre 1792, il se distingue à l'attaque de la redoute des Abîmes en Savoie le 22 septembre 1792. Directeur du parc d'artillerie à l'armée du Nord en 1793, il sauve, lors de la trahison de Dumouriez, de concert avec Boubers et Songis, l'artillerie qui se met en sûreté à Valenciennes. Il est nommé chef de brigade le 15 août 1793, et le 10 octobre, il commande en second l'artillerie de l'armée du Nord. Il se trouve à Wattignies le 16 octobre, et il est promu général de brigade le 25 octobre suivant. 
Destitué comme noble le 3 février 1794, il est rappelé à l'activité comme commandant en chef l'artillerie de l'armée de la Moselle le 6 mai 1794, et il est élevé au grade de général de division le 8 mai 1794. Le 8 juin, il est commandant en chef de l'artillerie réunie sur la Sambre sous Jourdan, et il sert au siège de Charleroi puis à Fleurus le 26 juin. Commandant en chef l'artillerie à l'armée de Sambre-et-Meuse le 2 juillet, il participe au siège de Maastricht (septembre - novembre 1794), puis au siège de Luxembourg le 5 avril 1795. Confirmé dans son grade de général de division le 13 juin 1795, il devient le 12 juillet suivant, inspecteur du 8e arrondissement d'artillerie (entre la Meuse et le Rhin) tout en continuant ses fonctions à l'armée de Sambre-et-Meuse. Après avoir servi au blocus de Mayence en octobre 1795, et avoir participé à la bataille de Wurtzbourg, il est obligé de se constituer prisonnier à la reddition de cette place le 4 septembre 1796. 
Inspecteur général du 8e arrondissement de l'artillerie en 1798, il est employé au comité central d'artillerie le 14 septembre 1800. Le 30 novembre 1801, il refuse le commandement de la place de Brest. Le 28 janvier 1802, il est élu député de la Meuse au corps législatif après avoir été recommandé par le Premier Consul. Il y siège jusqu'au 1er juillet 1804.
Admis à la retraite le 9 juin 1803, il est fait membre de la Légion d'honneur le 26 novembre 1803, et officier de l'ordre le 22 novembre 1804.
Il meurt le 17 décembre 1815, à Arrancy.
Sa tombe est visible sur le côté de l'église d'Arrancy sur Crusnes (Meuse) photo

## Sources
- Dictionnaire historique et biographique des généraux français, depuis le onzième siècle jusqu'en 1822 - Par Monsieur le Chevalier de Courcelles - Page 289
- « Charles Chonet de Bollemont », dans Adolphe Robert et Gaston Cougny, Dictionnaire des parlementaires français, Edgar Bourloton, 1889-1891 [détail de l’édition]
- http://www.assemblee-nationale.fr/sycomore/fiche.asp?num_dept=16049
- Georges Six, Dictionnaire biographique des généraux & amiraux français de la Révolution et de l'Empire (1792-1814), Paris : Librairie G. Saffroy, 1934, 2 vol., p. 115